# Jawline
Jawline es una película documental estadounidense de 2019 sobre los medios de comunicación sociales y las celebridades de Internet. El documental ha recibido varias críticas. En febrero de 2019, Hulu ha adquirido los derechos de distribución de la película en Estados Unidos La película está realizado por Liza Mandelup y cuenta con Michael Weist.